# 타임 언더 파이어
《타임 언더 파이어》(Time Under Fire)는 미국에서 제작된 로저 코먼 제작, 스콧 P. 레비 감독의 1996년 액션, SF 영화이다. 로열 오크스 엔터테인먼트에 의해 개봉된 이 영화는 제프 파헤이 등이 주연으로 출연하였다.

## 출연

### 주연
- 제프 파헤이
- 리차드 타이슨

### 조연
- 잭 콜맨
- 브라이언 크랜스톤
- 릭 바탤라
- 칙 베네라
- 린다 호프만
- 래리 포인덱스터
- 제이 아코본
- 벤 주란드